# لجأة جلدية الظهر
{{صندوق معلومات كائن| حالة الحفظ =
اللَّجأة جِلديّة الظَهْر أو جِلْدِيّة الظَهْر هي أكبر الأنواع السبعة الحالية من السلاحف البحرية والسلاحف بصفة عامة. تتميز هذه اللجآت بعدم وجود درع حقيقي على ظهرها، لكن ظهرها محمي بدرع من الجلد السميك. هذه اللجأة توجد في جميع محيطات العالم، ولكنها معرضة لتهديد خطير بسبب الصيد الجائر، وشباك الصيد والتلوث والتحضر على الساحل. وهي مدرجة من قبل الاتحاد الدولي بالأنواع المهددة بالانقراض.

## الوصف
- اللجأة جلدية الظهر لها هيكل عظمي.وعلى ظهرها تقديم للخطوط السطحية عددها سبعة على ظهرها الأسود التي تنتهي إلى أسفل العمود الفقري.
- والذبل درع قرني لدى اللجآت جلدية الظهر يمكن أن تصل وزنها إلى 500 كيلوغرام، وقياس ما يصل إلى 1 متر 80.مثل اللجآت الأخرى، واللجآت جلدية الظهر هي غير قادرة على التراجع داخل غلافها.

لكنها أيضا لجأة فريدة من نوعها في نواح كثيرة :
- الزعانف (أو المجاذيف) لا توجد مخالب ؛ والزعانف الأمامية أيضا طويل جدا مقارنة مع تلك اللجآت الأخرى ومرتفعة جدا، العنق واسعة تربط الرأس إلى الكتفين.
- الذيل مخروطي الشكل، فإنه يعزز القاعدة السميكة.تتميز بلون أسود فيه بقع بيضاء على الأرجح.

## الأداء
- اللجآت جلدية الظهر يمكن أن تعيش بداهة أكثر من 50 عاما.
- اللجآت جلدية الظهر غطاسة ممتازة، لأن العلماء قد حددوا عدة ملاحظات من اللجآت جلدية الظهر الظهر أنها تستطيع الوصول حتى عمق 1300 متر لغطسة واحدة من 4938 ثانية(أكثر من 80 دقيقة).
- يصل طولها إلى 2 متر مع الوزن الذي يتراوح ما بين 450 كجم وأقصى الذروة 950 كجم. فهي بذلك من أكبر وأثقل السلاحف التي ما زالت تعيش. بيد أنه قد تجاوزتها الأنواع القديمة، والمعروفة لدى العالم بالحفريات.ومع ذلك، فهي أقصر وأخف وزنا من تمساح المياه المالحة.

## الألوان
- لون الحيوان هو أزرق داكن جدا. انها لامعة وناعمة، ويعطيها مظهر الجلد. جسده كله منقط مع بقع بيضاء صغيرة. جمجمة الحيوان بقعة من الأبيض إلى الوردي. هذه البقعة لديه تكوين فريدة لكل من اللجآت جلدية الظهر، ويعتقد العلماء أنه يمكن استخدامها للكشف عن ضوء أو موقع في الفضاء.

مقاومة للبرد
- مع معدل الأيض أعلى بثلاث مرات من الزواحف بهذا الحجم فان جسدها يعزل الدهون، وبذلك يمكنها تحمل المياه الباردة، وتصل درجة حرارة الجسم 18° درجة مئوية في هذه المياه، الزعانف تساعد على الحفاظ على الحرارة، كما أنها تعمل مبادلات حرارية مع التيارات الدافئة ليعطيها مقاومة للضغط وهذا يسمح لها بالغوص إلى الأعماق.

## التوزيع
- السلحفاة الجلدية تتواجد في جميع محيطات العالم، كما لوحظت في مناطق خطوط العرض أعلى من 60 درجة شمالا وهذا يعني انها في الدائرة القطبية الشمالية.يبحث العلماء بدراسات تفصيلية تنفذ على وجه الدقة لتحديد هجرتهم.
- مثل معظم السلاحف تضع خطط للتعشيش ووضع البيض مرة واحدة. مثل جزيرة صقلية وتركيا وليبيا وفلسطين.

إكساب
- أنماط الحياة لدى اللجآت جلدية الظهر لا يفهمها العلماء، وذلك بسبب صعوبات في مراقبة الحيوانات في عرض البحر وفي الأعماق. على سبيل المثال، لا حياته ولا الوقت الذي يستغرقه للوصول إلى مرحلة النضج الجنسي غير معروفة في الوقت الحاضر.

الهجرة والتغذية
- هذه الأنواع يسافر آلاف الأميال خلال رحلاتهم البحرية في المحيطات وتتغذى على قناديل البحر. هم يتحركون مع الحقل المغناطيسي للأرض. يتركون كل عام المياه المنطقة الاستوائية والذهاب إلى المياه القطبية على امتداد تيار الخليج. اللجأة جلدية الظهر يمكن أن تبقى تحت الماء تصل إلى ثمانين دقيقة ويرجع ذلك جزئيا لاستخراج الأوكسجين من المياه باستخدام الحليمات طويلة تقع في حلقها والانتعاش من الأوكسجين المذاب في بعض من أنسجتها.

- قناديل البحر يمثل الجزء الأكبر من النظام الغذائي للجآت جلدية الظهر ، ولكنها يمكن أيضا أن تتغذى على العضويات، والأسماك، والمحار، والحبار، وقنافذ البحر، وحتى بعض النباتات، بما فيها الطحالب (خاصة العينات التي يستهلكها الإنسان). أنها يمكن أن تستهلك كمية يومية من قنديل البحر تساوي وزنه، ما يصل إلى 50 فردا من القناديل. اللجأة جلدية الظهر لها دور حاسم في التوازن الإيكولوجي ولكن أيضا من الناحية الاقتصادية بسبب قوتها.
- في الواقع، أكل قناديل البحر، إنه يقلل من عددها ومن ثم استخدامها كميات أقل من الأسماك، مما يشير إلى فرص جديدة لصيادي الأسماك. سيكون له تأثير إيجابي على البيئة.
- اللجآت ليس لها أسنان، وقناديل البحر من الصعب إيجادها، وتساءل العلماء كيف اللجآت يمكن أن تأكل هذه الحيوانات. فقد وجد أن المريء اللجآت مغطاة بالأشواك، وكان يستند لذبح الفريسة.

## المفترسات
- صغار اللجآت جلدية الظهر (فلوريدا) تتعرض للافتراس عند تفريخ حيوان الصغير عند الولادة هو تهديد من السرطانات والتماسيح والطيور والثدييات.ولكن البيض هي أيضا لديها تهديد مباشر عن طريق الحشرات، وبوجه خاص، غيانا الفرنسية، واحدة في الماء، واللجآت جلدية الظهر الصغار ليست آمنة، فإنها تصبح فريسة أكبر من الأسماك والأخطبوط.
- ولكنها تتعرض لأكبر مشكل وهو التلوث، فعلى سبيل المثال فان جلدية الظهر تخلط بين قناديل وأكياس وتأكلها الذي يسبب انسداد في الأمعاء.
- هناك مشكل أخر وهو شباك الصيد التي تسبب في غرق اللجآت التي لايمكنها التحرر منها ولا الرجوع إلى الوراء، وكذلك تعطيل المنشأت الاقتصادية أو المصطافين لبيوض اللجآت.
- أخيرا، افتراس الإنسان التي تأكل لحومها رغم عدم صلاحيته للأكل التي تعرض الإنسان إلى الغثيان والقيء، واستخدام عظامها المسحوقة مع العسل كعلاج ضد اغماء الطفلي والروماتيزم في دولة توغو.
- وعلاوة على ذلك، تستخدم أحيانا في الفن التقليدي المحلي (مائة منها معروضة في متحف الجيولوجيا في جامعة توغو). في بعض البلدان، وقتل الإناث وجلودهم تتحول المجوهرات وغيرها من التذكارات السياحية.

الحماية
- فإنه لن يكون سوى 100.000 لجأة في جميع أنحاء العالم. وأصبحت تجمعات اللجآت جلدية الظهر في هبوط حاد لعدة سنوات، وبأن عددا من البيض قد انخفض انخفاضا كبيرا، واللجآت جلدية الظهر  في القائمة الحمراء للاتحاد الدولي بأنها «معرضة للخطر».
- كما أنه من الأنواع المحمية من قبل العديد من الاتفاقيات الدولية، بما في ذلك بإدراجه في الملحق الأول من الاتفاقية.

أسماء أخرى 
- توتي كوي (اللجآت جلدية الظهر )
- توتي فران (السلحفاة)
- توتي سيركيل (سلحفاة نعش)
- باتاكلين
- كوانا
- بونيو بليمينج (سلحفاة الكرة الحمراء)

## اللجأة في الثقافة الشعبية والتاريخية
- طابع تذكاري فرنسي الأكثر مبيعا عام 2002 هو ممثل (€ 0.41) بيعت منه 19.95 مليون نسخة. إلا أنها تصدر كجزء من الطبيعة السنوية لسلسلة من فرنسا وكان من تصميم كريستيان بروتين.
- قدمت ظهور لها في لعبة الحياة البحرية الإمبراطورية بارك.وإضافة على لعبة فيديو حديقة حيوان التاجر 2.

تاريخيا
يوجد اعتقاد عند هنود السيري بأن العالم كتب على ظهر لجأة جلدية الظهر، والرومان كانواأيضا يعتقدون بأن هناك قيثارة درعية خاصة تسمى (السلحفاة).

## وصلات خارجية
- موقع عالمي للحيوانات
- موقع يصنف الحيوانات
- موقع يصنف الحيوانات